# Netjerkare
Netjerkare pare că a fost un rege din timpul Primei Perioade Intermediare din Egiptul Antic. Singura dovadă a existenței sale se află în Lista Regelui Abydos, unde ocupă locul 40. 